# Jane Doe
「Jane Doe」（ジェーン・ドー）は、日本の女性アイドル・高橋みなみの楽曲。楽曲は秋元康により作詞、早川暁雄により作曲されている。高橋が所属している女性アイドルグループ・AKB48からのソロデビューシングルとして、2013年4月3日にユニバーサル ミュージック（NAYUTAWAVE RECORDSレーベル）から発売された。

## 概要
高橋のソロデビューはAKB48メンバー（過去の在籍者も含む）のソロデビューの中では、板野友美、前田敦子、岩佐美咲、渡辺麻友、指原莉乃、松井咲子、河西智美、柏木由紀に続く、9人目である。
「Jane Doe」は、高橋と同じプロダクション尾木に所属する仲間由紀恵主演の関西テレビ・フジテレビ系ドラマ『サキ』のオープニング・テーマである。AKB48メンバー主演、出演でないドラマ主題歌を手掛けるのは初めてである。「Jane Doe」という言葉は、英語で身元不明の女性の仮名を意味し、名無しの権兵衛を意味するJohn Doeの女性形である。恋に溺れ女性に翻弄される男性視点の歌詞を、ビブラートを効かせた歌謡ロック調で歌いあげた楽曲となっている。ふだんの制服風衣装ではなくセクシーさとクールさを押し出した。
「Jane Doe」のシングルCDはType A、Type B、Type C、劇場盤の4形態で発売される。劇場盤は販路限定盤で、サイト「キャラアニ・チャンス」を通してリリースされており、特典の違いによりさらに細分化される。Type A、B、Cの3種にはそれぞれ収録内容の異なるDVDが付属している。CDの収録曲およびジャケットは4種類それぞれで異なっている。特典として、Type A、B、Cの3種それぞれの初回プレス分には共通で「Jane Doe」発売記念“応募抽選特典”の「ご案内チラシ」が封入されている（この案内にしたがって応募すると抽選で発売記念スペシャルライブに招待される）。劇場盤には特典の違いによる「商品1」「商品2」の2種類があり、商品2はさらにAからGまでの7種類がある。商品1の特典は「劇場盤発売記念ミニライブ&握手会参加券」または「劇場盤オリジナル撮り下ろし生写真」（全10種のうちランダムで1種）のいずれかであり、抽選で決められる。商品2の特典は、商品1のものとは異なる「劇場盤オリジナル撮り下ろし生写真」2枚セットである。
Type Cには、前田敦子の楽曲「右肩」が収録されている。AKB48の公演曲・全体曲をカバーする前例はいくつかあるが、派生ユニット・ソロユニット曲を他メンバーが歌うのは、今作が初である。

## イベント
関連イベントは3種類である。本作のType-A/B/Cの初回盤の購入者に対して、封入されている「 「Jane Doe」発売記念“応募抽選特典施策”のご案内」で、パシフィコ横浜でのイベント『高橋みなみソロデビューシングル「Jane Doe」発売記念スペシャルライブ』に抽選・参加できる。また、本作のType-A/B/Cの商品帯のバーコードで、「Minami Takahashi 22nd Premium Birthday Party」に抽選・参加することができる。キャラアニのみの限定販売・劇場盤には、ミニライブ&握手会の参加券が抽選で封入されている。

## チャート成績
「Jane Doe」のシングルCDは、発売前日（集計初日）の2013年4月2日付オリコンデイリーシングルチャートで推定売上枚数約4.6万枚を記録し、初登場で2位となった。週間シングルチャートにおいては、同年4月15日付で初登場2位となり、初動売上は約8.5万枚を記録した。

## シングル収録トラック

### Type A
| #  | タイトル                        | 作詞   | 作曲         | 編曲           | 時間 |
| -- | ------------------------------- | ------ | ------------ | -------------- | ---- |
| 1. | 「Jane Doe」                    | 秋元康 | 早川暁雄     | 野中“まさ”雄一 | 4:42 |
| 2. | 「破れた羽根」                  | 秋元康 | 河原嶺旭     | 佐々木裕       | 3:58 |
| 3. | 「錆びたロック」                | 秋元康 | すみだしんや | 野中“まさ”雄一 | 3:53 |
| 4. | 「Jane Doe off vocal ver.」     |        |              |                | 4:40 |
| 5. | 「破れた羽根 off vocal ver.」   |        |              |                | 3:58 |
| 6. | 「錆びたロック off vocal ver.」 |        |              |                | 3:55 |

| #  | タイトル                                                         | 作詞 | 作曲・編曲 |
| -- | ---------------------------------------------------------------- | ---- | ---------- |
| 1. | 「Jane Doe Music Video」                                         |      |            |
| 2. | 「破れた羽根 Music Video」                                       |      |            |
| 3. | 「高橋みなみの軌跡 前編 〜巨大グループをまとめる小さな総監督〜」 |      |            |
| 4. | 「Making of Jane Doe」                                           |      |            |

### Type B
| #  | タイトル                        | 作詞   | 作曲     | 編曲           | 時間 |
| -- | ------------------------------- | ------ | -------- | -------------- | ---- |
| 1. | 「Jane Doe」                    | 秋元康 | 早川暁雄 | 野中“まさ”雄一 | 4:42 |
| 2. | 「破れた羽根」                  | 秋元康 | 河原嶺旭 | 佐々木裕       | 3:58 |
| 3. | 「利己的な恋愛」                | 秋元康 | 森脇正敏 | 森脇正敏       | 4:08 |
| 4. | 「Jane Doe off vocal ver.」     |        |          |                | 4:40 |
| 5. | 「破れた羽根 off vocal ver.」   |        |          |                | 3:58 |
| 6. | 「利己的な恋愛 off vocal ver.」 |        |          |                |      |

| #  | タイトル                                                 | 作詞 | 作曲・編曲 |
| -- | -------------------------------------------------------- | ---- | ---------- |
| 1. | 「Jane Doe Music Video」                                 |      |            |
| 2. | 「破れた羽根 Music Video」                               |      |            |
| 3. | 「高橋みなみの軌跡 後編 〜報われた6年8ヶ月18日の努力〜」 |      |            |
| 4. | 「Making of 破れた羽根」                                 |      |            |

### Type C
| #  | タイトル                      | 作詞   | 作曲     | 編曲           | 時間 |
| -- | ----------------------------- | ------ | -------- | -------------- | ---- |
| 1. | 「Jane Doe」                  | 秋元康 | 早川暁雄 | 野中“まさ”雄一 |      |
| 2. | 「破れた羽根」                | 秋元康 | 河原嶺旭 | 佐々木裕       |      |
| 3. | 「右肩」                      | 秋元康 | 杉山勝彦 | 杉山勝彦       | 5:04 |
| 4. | 「Jane Doe off vocal ver.」   |        |          |                |      |
| 5. | 「破れた羽根 off vocal ver.」 |        |          |                |      |
| 6. | 「右肩 off vocal ver.」       |        |          |                |      |

| #  | タイトル                                                           | 作詞 | 作曲・編曲 |
| -- | ------------------------------------------------------------------ | ---- | ---------- |
| 1. | 「Jane Doe Music Video」                                           |      |            |
| 2. | 「破れた羽根 Music Video」                                         |      |            |
| 3. | 「ソロデビュー記念対談 高橋みなみ×秋元康 〜2ndシングル作詞会議〜」 |      |            |

### 劇場盤
| #  | タイトル                                      | 作詞   | 作曲                               | 編曲           | 時間 |
| -- | --------------------------------------------- | ------ | ---------------------------------- | -------------- | ---- |
| 1. | 「Jane Doe」                                  | 秋元康 | 早川暁雄                           | 野中“まさ”雄一 |      |
| 2. | 「破れた羽根」                                | 秋元康 | 河原嶺旭                           | 佐々木裕       |      |
| 3. | 「ブエノスアイレスに雨が降る」                | 秋元康 | わたなべしゅうじ、クレハリュウイチ | Shakey         | 4:07 |
| 4. | 「Jane Doe off vocal ver.」                   |        |                                    |                |      |
| 5. | 「破れた羽根 off vocal ver.」                 |        |                                    |                |      |
| 6. | 「ブエノスアイレスに雨が降る off vocal ver.」 |        |                                    |                |      |